# Diskagma buttonii
Diskagma buttonii war ein kleines, urnenförmiges Lebewesen, dessen örtlich sehr häufige fossile Überreste auf einem Paläoboden aus dem Paläoproterozoikum in Südafrika gefunden wurden. Fundort ist die 2,2 Milliarden Jahre alte Hekpoort Formation in der Nähe von Waterval Onder im Osten Südafrikas. Die Fossilien wurden dort während eines Autobahnbaus gefunden.

## Merkmale

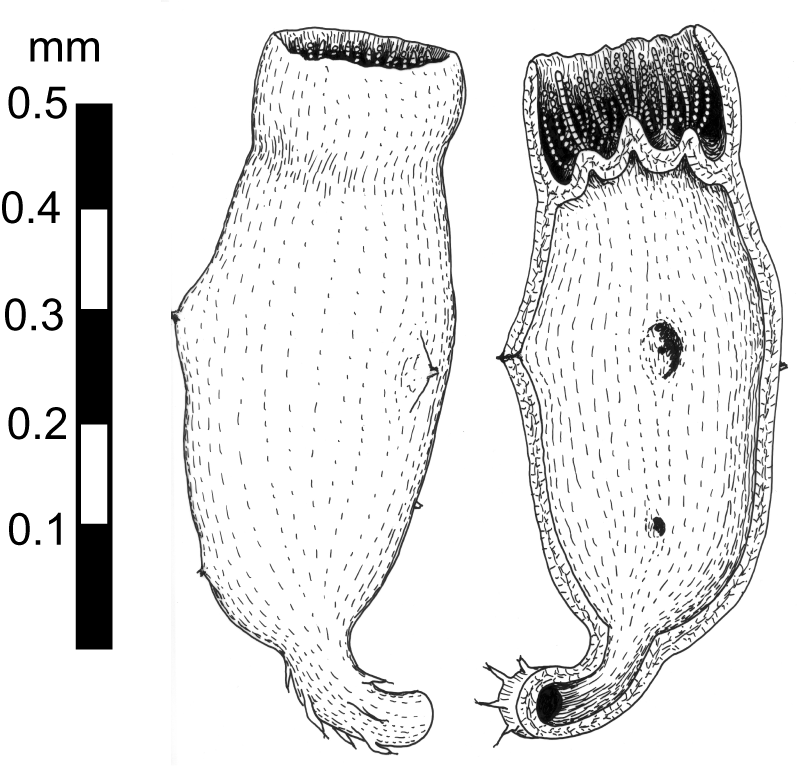
Lebendrekonstruktion

Diskagma buttonii erreichte eine Höhe von etwa 0,3 bis 1,8 mm. Untersuchungen an Hunderten von Dünnschliffproben zeigten erhebliche Unterschiede im Wachstum und Verfall. Die am besten erhaltenen Exemplare waren urnenförmig mit einem erweiterten Rand und unten geschlossen. Der Innenraum war hohl und ellipsenförmig. Diskagma hat eine gewisse Ähnlichkeit mit Flechten der Gattung Cladonia und Pilzen der Gattung Geosiphon.

## Bedeutung
Diskagma buttonii ist mit einem Alter von 2,2 Milliarden Jahren weit älter als die ältesten bisher bekannten Fossilien von einzelligen Eukaryoten (1,9 Mrd. Jahre), älter als die ältesten Pilze (1,5 Mrd. Jahre) und auch älter als das mit Hilfe der molekularen Uhr ermittelte Alter von Eukaryoten (1,6 Mrd. Jahre) und Pilzen (1,1 Mrd. Jahre). In der Erstbeschreibung geht man von einem Mykorrhiza-Pilz aus der Gruppe der Archaeosporales oder einer verwandten Gruppe aus. Dies ist aufgrund des jüngeren, mit Hilfe der molekularen Uhr errechneten Entstehungs-Alter von Pilzen nicht vereinbar. Jedoch ist die Methode der molekularen Uhr noch nicht restlos verstanden.
Die Verwandtschaft und Identität von Diskagma bleibt somit unsicher, die Fossilien zeigen aber das allgemeine Aussehen von Landleben während des Paläoproterozoikums und verschieben den Landgang der Lebewesen, bisher auf einen Zeitraum von vor 400 bis 600 Millionen Jahren eingegrenzt, weit in die Vergangenheit in eine Zeit, in der der Sauerstoffanteil in der Erdatmosphäre nur bei 0,9 bis 5 % lag.